# Јужнолибански сукоб (1982—2000)
Јужнолибански сукоб (хебр. הלחימה בדרום לבנון, арап. الصراع في جنوب لبنان) се односи на 22 године дуги отпор Либанаца против инвазије израелске војске и њихових савезника Јужнолибанске војске(СЛА). Смештен у позадини напетости између палестинских фракција и насилне либанске унутрашње борбе, Јужнолибански сукоб се може сматрати делом Либанског грађанског рата, иако се учесници и временска скала разликују. Док је Либански рат 1982., узрокован инвазијом Израела, и Опсада Бејрута, резултовала одласком ПЛО-а из Либана, израелска окупација јужног Либана од 1982. довела је до консолидације неколицине покрета отпора, укључујући Хезболаха и Амала, од претходно неорганизованог, расцепканог покрета отпора на југу. У 2000, израелска се војска скоро потпуно повукла из јужног Либана и то након 22 године (прва инвазија је била 1978).
До касних 1980-их, Израел и његов сарадник, Јужнолибанска војска, су се суочавали са отпором од неколицине неорганизованих либанских група. Међу раним организацијама отпора су били и Либански национални фронт отпора, који је водио покрет Амал, и Либанска комунистичка партија. Израелска окупација (1982–2000) је међутим охрабрила те скупине отпора да се уједине. До 1990-их, добро организовани Хезболах, уз потпору Сирије и Ирана, се појавио као водећа организација и војна снага, предводећи курс отпора. Та организација је била једна од првих на Блиском истоку која је употребила тактику самоубилачких напада против израелске војске па и израелских мета изван Либана, да би на крају израсла у паравојну јединицу са ракетама и разним оружјем уз помоћ којег је заробљавала и нападала израелске грађане. Дана 16. фебруара 1992, шејк Абас ел Мусави, главни секретар Хезболаха, је убијен када је израелски хеликоптер напао његову поворку аутомобила на путу јужно од Сидона. Дана 25. јула 1993, у накани да елиминишу Хезболахову претњу на југу Либана, ИДФ је покренуо најтежи напад од 1982, међутим тај исламистички отпор и даље остаје присутан. Дана 11. априла 1996, ИДФ је покренуо „Операцију плодови гњева“ и бомбардовао Хезболахова упоришта на југу Либана, јужним предграђима Бејрута и долине Бека. Исте године, ИДФ-ов напад на УН-ову базу у Кани резултовао је смрћу од преко 100 либанских избеглица који су се сместили тамо, док је 4 УНФИЛ-ових припадника тешко рањено.
До краја 1990-их, константни војни напади и жртве које је узроковао Хезболах је евентуално довео до тога да се Израел повукао са либанске територије, у складу са УН-овом резолуцијом 425, која је усвојена 1978. године. Повлачење је резултовало потпуним колапсом Јужнолибанске војске. Ипак, камен спотицања остале су Шеба фарме те још понеки делићи територије. Иако је позиција УН-а да се Шеба фарме не налазе у саставу Либана, него Сирије, сви политички вође и грађани Либана су одбили такав став и најавили повратак преостале територије милом или силом.
Сукоб никад није завршен што због одбијања јеврејске државе да се у потпуности повуче с те спорне територије, као и због одбијања да се призна кривица за масакре и плати ратне штете и пусти отете либанске борце покрета отпора.
Прекогранични инциденти са Хезболахом довели су и до Израелско-либанског рата 2006, који је такође решио проблем заробљеника, али не и територије.